# Anthaxia angustipennis
Anthaxia angustipennis es una especie de escarabajo del género Anthaxia, familia Buprestidae. Fue descrita científicamente por Klug en 1829.